# 보컬
보컬(Vocal)은 음악의 성악 및 노래를 부르는 역할 또는 이 일을 하는 가수 또는 성악가를 가리키는 음악 용어이다. 노래를 부르다 라는 말도 된다.

## 개요
이 용어는 주로 ‘록 밴드의 보컬’등과 같이 대중음악(또는 실용음악)에서 사용되는 경우가 많다. 노래를 부르는 사람, 즉 ‘보컬리스트’를 줄여서 보컬이라고도 한다. ‘보컬(vocal)’이라는 말은 ‘가창(singing)’이라는 말과 함께 팝 음악 뿐만 아니라 클래식 음악계에서도 사용된다. 차이는 ‘보컬(vocal)’은 ‘목소리’, ‘가창(singing)’은 노래라는 개념으로 ‘보컬 코드(vocal cord)’는 ‘성대’라는 뜻이 된다.

## 같이 보기
- 음성
- 성부
- 성악
- 코러스
- 리드 보컬
- 보컬로이드